# هاوال اچ۸
هاوال اچ۸ (به انگلیسی: Haval H8) یک اس‌یووی میان سایز است که توسط هاوال تولید شده‌است و یک مارک فرعی از گریت وال موتورز می‌باشد.

## نمای خودرو
هاوال اچ۸ در نمایشگاه خودروی پکن در آوریل ۲۰۱۲ به عنوان مفهوم گریت وال هاوال اچ۷ پیش نمایش شد، نسخه تولیدی هاوال اچ۸ در نمایشگاه خودروی گوانگژو در سال ۲۰۱۳ به نمایش گذاشته شد. قیمت هاوال اچ۸ از ۱۸۳٬۸۰۰ تا ۲۳۱٬۸۰۰ یوان است. گزینه‌های قطار این خودرو شامل اندازه ۲×۴ و ۴×۴ است.

## نگارخانه

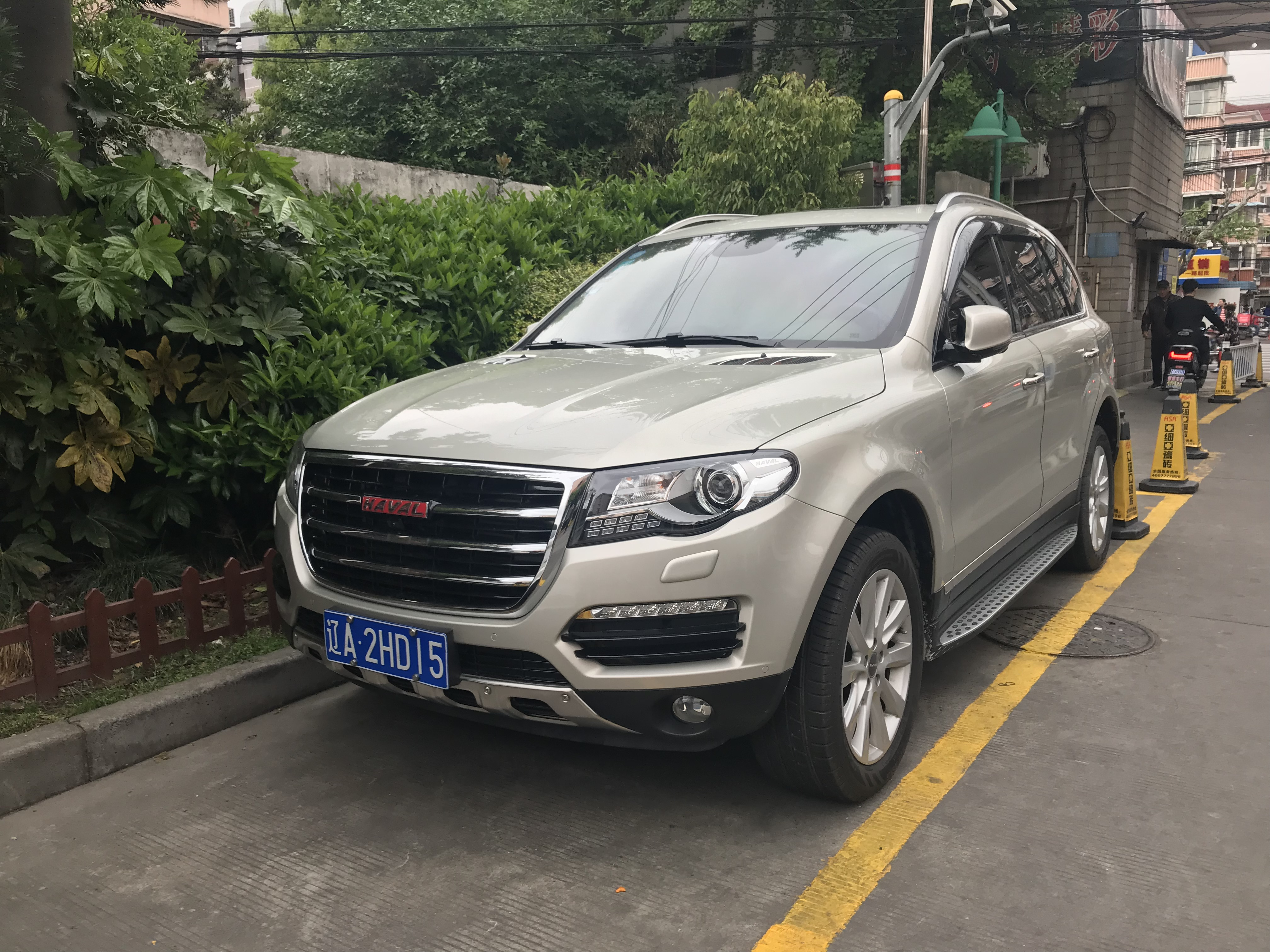
نمای جلوی هاوال اچ۸.
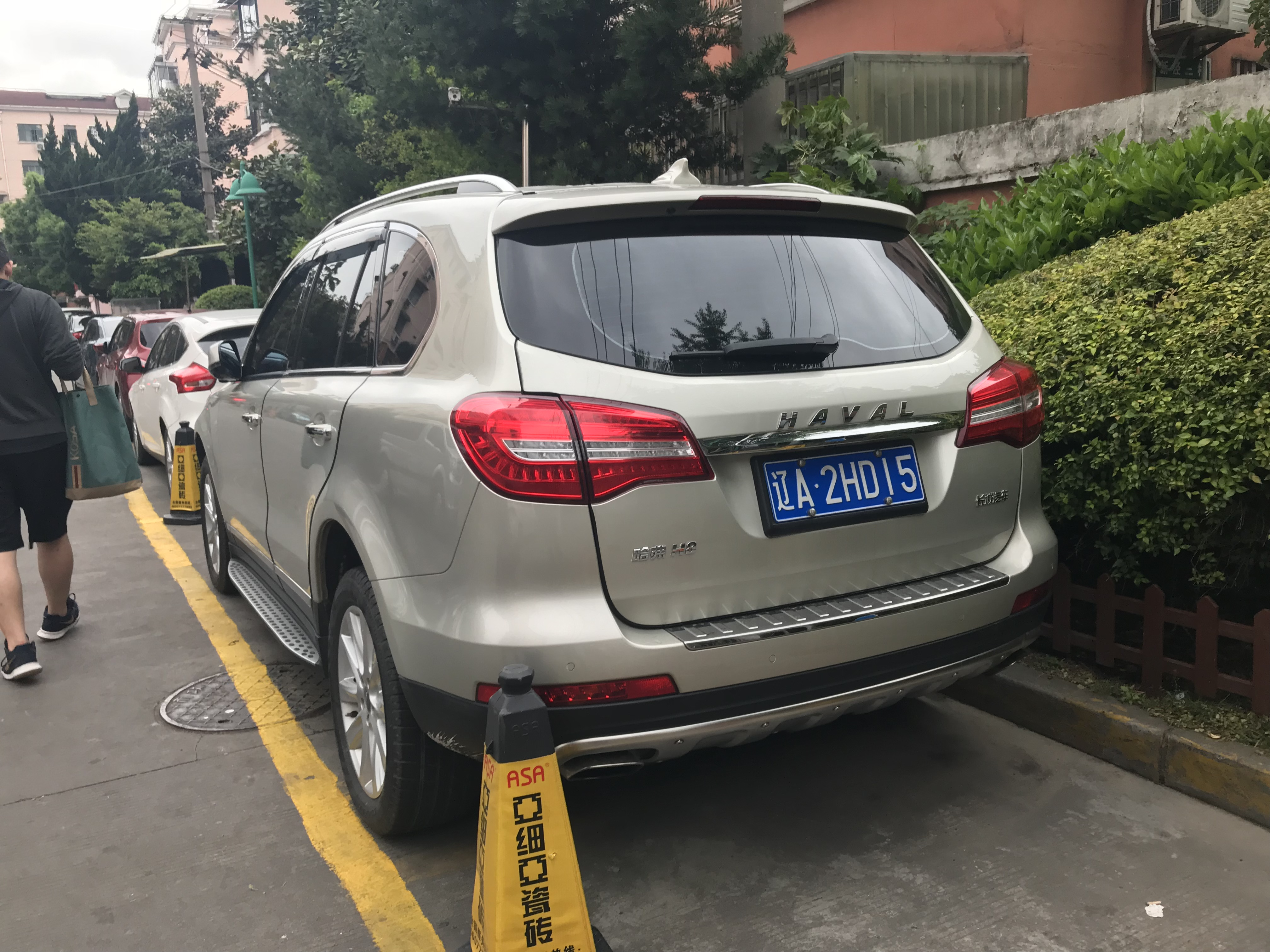
نمای عقب هاوال اچ۸.
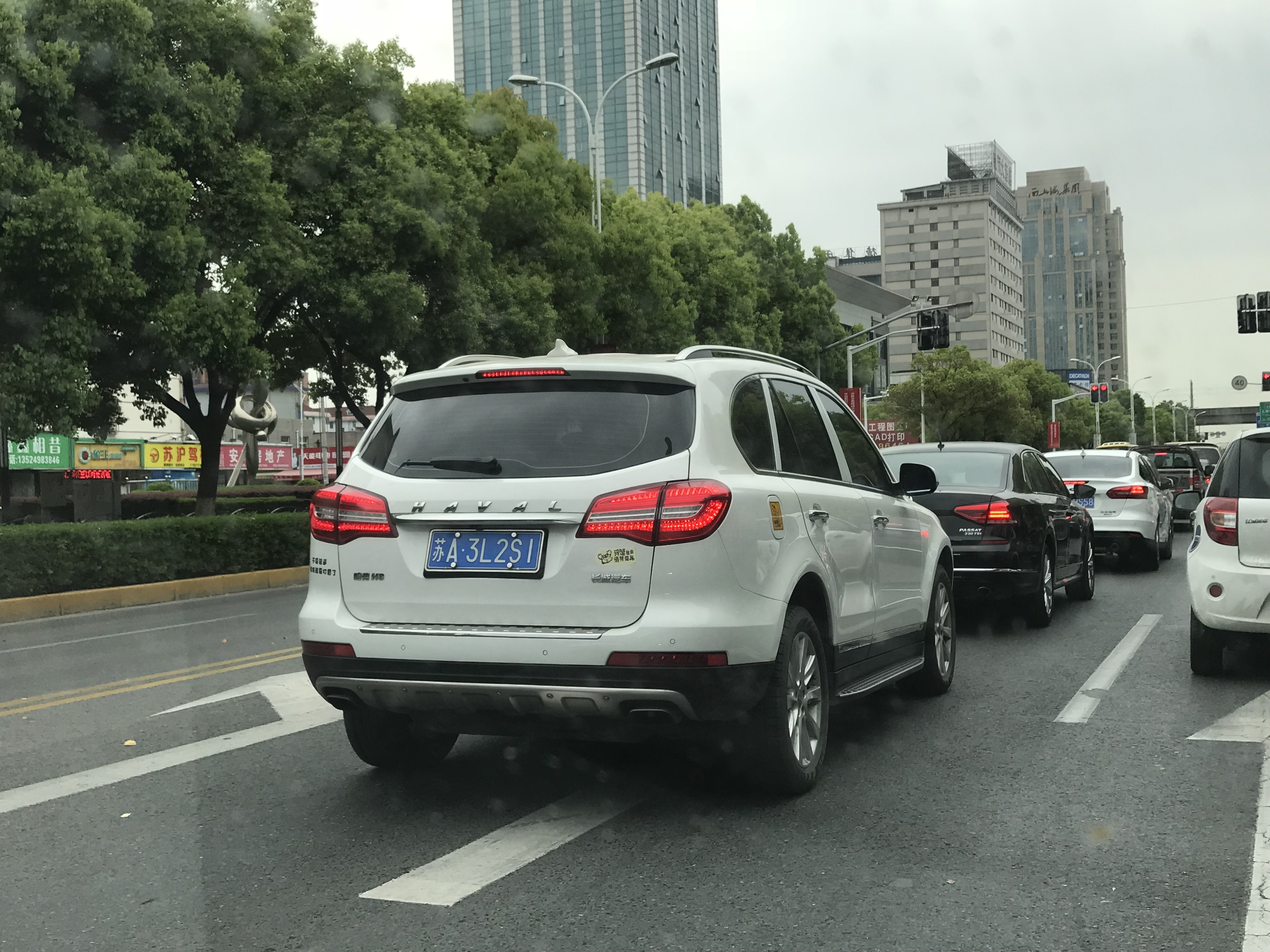
نمای عقب هاوال اچ۸.
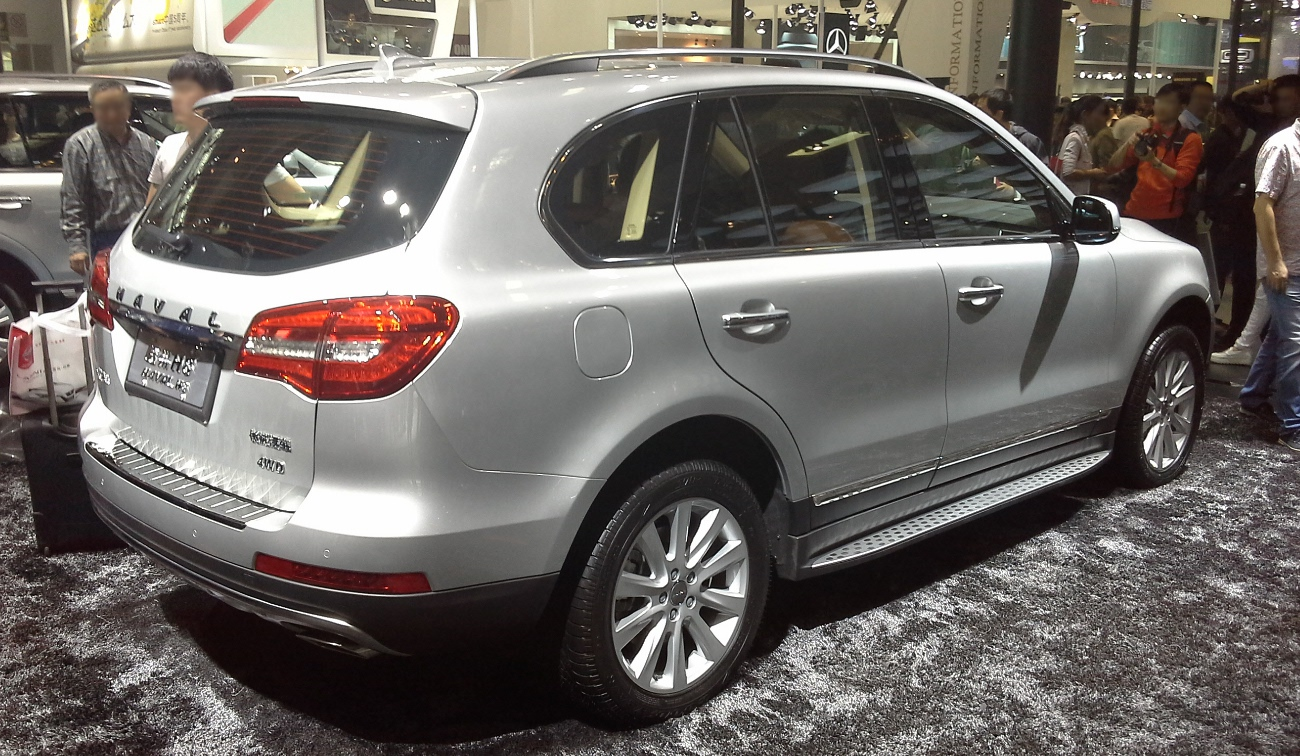
نمای عقب هاوال اچ۸.